# Heráně
Heráně je vrchol s nadmořskou výškou 454 m a nejvyšší bod Štěpánovské stupňoviny. Vrcholová část leží na náhorní plošině za horní hranou čelního svahu výrazné kuesty na jihovýchodním okraji Chrudimské tabule. Vrch (kopec) nad lesní lokalitou Borek je situován zhruba 930 m od kaple Nejsvětější Trojice stojící ve vesnici Zbožnov (část obce Skuteč) východo-jihovýchodním směrem (119°) a je součástí Svitavské pahorkatiny.
Zaměřený výškový trigonometrický bod (č. 19 triangulačního listu 2419 České státní trigonometrické sítě) s názvem Heráně a žulovým geodetickým označníkem s nivelací určenou nadmořskou výškou 453,15 m se nachází uprostřed zemědělsky obdělávaného pole, nedaleko polní cesty vedené po okraji lesa na horní hraně široké kuesty, na katastrálním území Zbožnov (okres Chrudim) v Pardubickém kraji České republiky.

## Geomorfologie a přírodní poměry
Geomorfologicky náleží vrch Heráně v regionálním členění georeliéfu Česka do geomorfologického celku Svitavská pahorkatina, podcelku Chrudimská tabule a okrsku Štěpánovská stupňovina, jehož je nejvyšším bodem.
Svahy kuesty (s čelem na jiho-jihozápad) jsou strmé, vrcholová část je širokého oblého tvaru se zemědělsky obdělávanými poli. Kuesta je tvořena z jílovců a slínovců spodního turonu a křemenných pískovců cenomanu až spodního turonu. Geologické podloží vrchu tvoří písčitý slínovec a spongilitický jílovec české křídové pánve. Přibližně 800 m jihozápadně od vrcholu leží významná geologická lokalita Malhošť (ID lokality 3615).
Vrcholová část s výškovým bodem (453,15 m n. m.) leží na širokém ostrohu situovaném severozápad - jihovýchod, cca 350 m severozápadně od horní hrany kuesty nad lesní lokalitou Borek. Na východě je ohraničená údolím s řekou Krounkou (vzdálenost 1 km, 350 m n. m.) a na jihozápadě údolím s Anenským potokem (vzdálenost 800 m, 390 m n. m.), jehož koryto tvoří zhruba hranici s geomorfologickým okrskem Skutečská pahorkatina.

### Vegetace
Vrcholovou část mezi Zbožnovem a Lhotou u Skutče pokrývají zemědělsky obdělávané pole, svahy a úpatí kuesty lesní porost převážně se smrkem a borovinou. V údolí směrem ke Skutči s Anenským potokem a ke Zhoři (část obce Skuteč) s řekou Krounkou rostou podél vodních toků a ve skupinách dřeviny a keře.

### Vodstvo
Lokalita s vrcholem kuesty Štěpánovské stupňoviny náleží do povodí řeky Novohradky (pravostranný přítok Chrudimky). Východní svahy odvodňuje řeka Krounka vtékající severovýchodně od vrcholu do řeky Novohradky, údolí kolem řeky je součástí Přírodního parku Údolí Krounky a Novohradky. Zhruba 1 km jižně od vrcholu leží prameniště Anenského potoka na okraji louky a pole mezi lesní lokalitou Borek a Lažany (část obce Skuteč). Anenský potok protéká údolím na úpatí kuesty pod vrcholem Heráně a pod Skutčí se stáčí k severu a prolamuje svahy Štěpánovské stupňoviny v Anenském údolí se stejnojmennou přírodní rezervací a evropsky významnou lokalitou. Část přírodní rezervace a evropsky významné lokality Anenské údolí leží na čelním svahu kuesty zhruba 1 km západo-severozápadně (290°) od vrcholu Heráně.

## Výstup na vrchol
Vrcholová část se zemědělsky obdělávanými poli je dostupná z polní cesty podél lesa u horního okraje svahu kuesty, vedené ze silniční komunikace III/30536 ze Zbožnova k silnici III/35830 v lesní lokalitě Borek.
Turistická značená trasa na vrchol není vedena. Nejblíže prochází významnou geologickou lokalitou Malhošť (rozcestník u silnice III/35829 Skuteč – Zbožnov) a polesím Borek (silnice III/35830 Předhradí – Doly) turistická zeleně značená trasa Klubu českých turistů v úseku Skuteč (centrum města) – Malhošť – rozcestník Nad Krounkou. Od rozcestníku Malhošť je do Zbožnova vedena také turistická žlutě značená trasa ke kapli Nejsvětější Trojice, pokračující směrem na Košumberk po ukloněné náhorní plošině kuesty, ze které je vrcholek Heráně viditelný jako mírná vyvýšenina nad okolním terénem.

## Rozhledová místa
Vrcholová část je částečně rozhledovým místem (jihozápad – severovýchod), vyhlídce severovýchodním až jihozápadním směrem brání vzrostlé stromy na svahu kuesty. Kromě nejbližšího okolí (Zbožnov, Lhota u Skutče) poskytuje vyhlídka od geodetického bodu pohled na vzdálenější místa v okolí Nasavrk (hřeben Železných hor), Chrudimi a Pardubic (Kunětická hora). Zaměřený výškový bod je dostupný po ukončení sezónních prací na poli a v zimním období.
V širším okolí vrchu Heráně jsou rozhledová místa na horním okraji kuesty, především podél silniční komunikace III/30536 v úseku Štěpánov – Zbožnov a na svahu kuesty ze silnice III/35829 na Skuteč nad geologickou lokalitou Malhošť.

### Vzdálenost a orientace některých míst od vrcholu
- Krásný (vrchol 614 m n. m.), významný bod Kameničské vrchoviny (Železné hory), viditelná radiokomunikační věž Krásné (182 m), vzdálenost 21,5 km (262°)
- Kunětická hora (vrchol 315 m n. m.), viditelný nejvyšší bod Kunětické kotliny, vzdálenost 30 km (328°)
- Chrudim (viditelné sídliště Na Pumberkách, 308 m n. m.), vzdálenost 19,5 km (308°)
- Sněžka (vrchol 1603 m n. m.), nejvyšší bod Slezského hřbetu a nejvyšší hora České republiky, vzdálenost 100,7 km (348°)
- Skuteč (Na hrobce, 460 m n. m.), vzdálenost 3,1 km (237°)
- U oběšeného (vrchol 738 m n. m.), nejvyšší bod Železných hor, vzdálenost 13 km (184°)
- Geografický střed České republiky (Číhošť, 528 m n. m.), vzdálenost 51,15 km (257°)